# 吴以环
吴以环（1962年9月—），女，汉族，江苏江阴人，中华人民共和国的政治人物，现任中国民主同盟中央委员会常务委员，深圳市政协副主席，第十三届全国政协委员。